# Варрониан (комит доместиков)
Варрониан (лат. Varronianus) — римский военный деятель середины IV века. Отец римского императора Иовиана.
Происходил из паннонского города Сингидунума. Имел хорошую репутацию в армии, какое-то время был трибуном (командиром) легиона Иовиев — одного из двух, вместе с Геркулиями, элитных легионов римской армии (их названия пошли от официальных прозвищ их первых «шефов» — императоров Диоклетиана «Иовия» и Максимиана «Геркулия»), а также одним из начальников протекторов-доместиков — дворцовой гвардии. Незадолго до избрания Иовиана императором ушёл в отставку (вероятно, в связи с антихристианской политикой Юлиана II). Варрониан узнал об избрании своего сына императором, но повидаться с ним уже не успел, скончавшись от неизвестной причины.